# Bistum Mafinga
Das Bistum Mafinga (lateinisch Dioecesis Mafingensis) ist eine in Tansania gelegene römisch-katholische Diözese mit Sitz in Mafinga.

## Geschichte
Das Bistum Mafinga wurde am 22. Dezember 2023 durch Papst Franziskus aus Gebietsabtretungen des Bistums Iringa errichtet und dem Erzbistum Mbeya als Suffraganbistum unterstellt. Erster Bischof wurde Vincent Cosmas Mwagala.
Das Bistum Mafinga umfasst Teile der Region Iringa. Die bisherige Pfarrkirche Assumption of the Blessed Virgin Mary wurde die Kathedrale des Bistums.